# Elsinoë takoropuku
Elsinoë takoropuku är en svampart som beskrevs av G.S. Ridl. & Ramsfield 2006. Elsinoë takoropuku ingår i släktet Elsinoë och familjen Elsinoaceae.   Inga underarter finns listade i Catalogue of Life.